# Antonio Gisbert Pérez

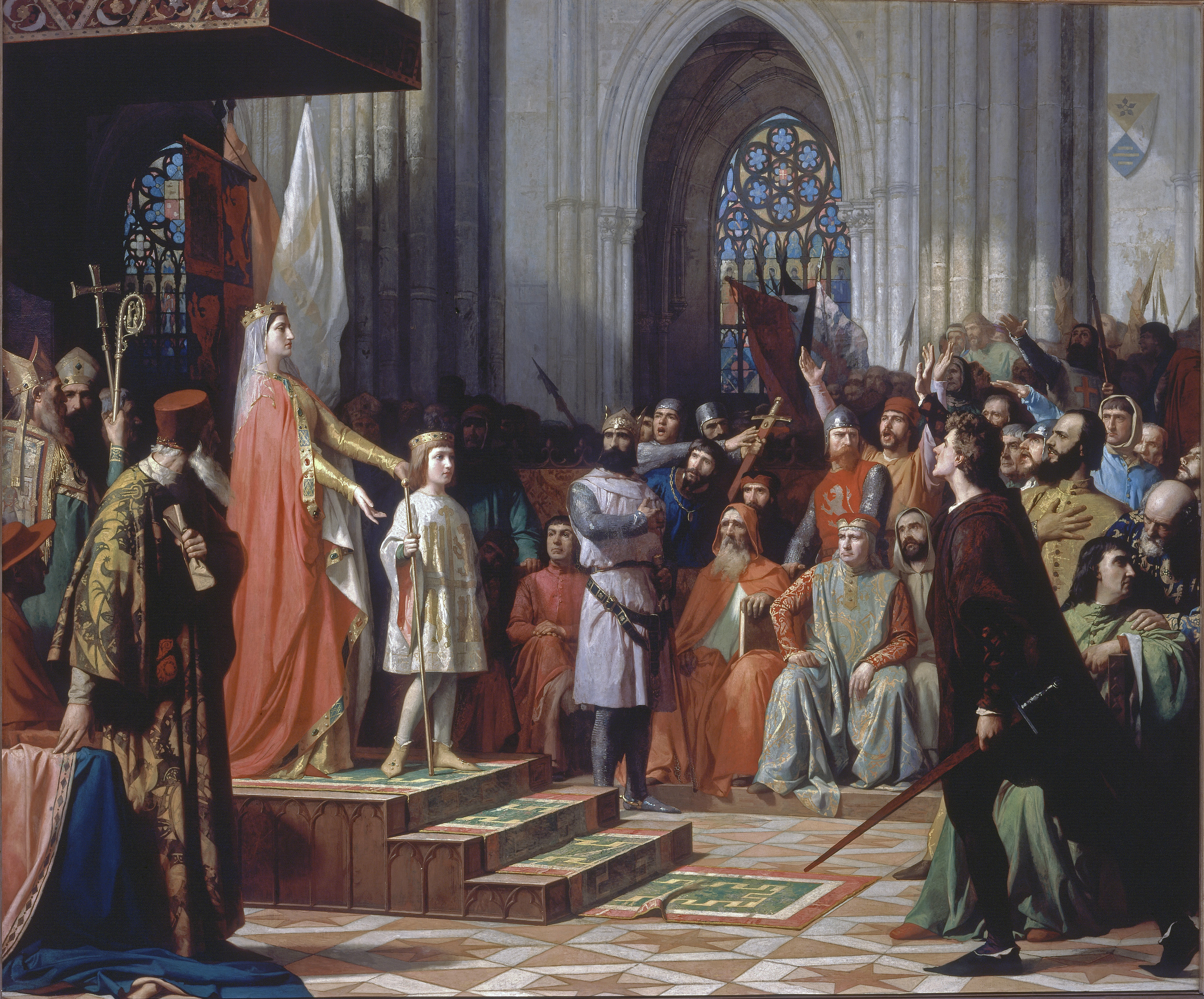
María de Molina presenta a su hijo a las Cortes de Valladolid, 1863

Antonio Gisbert Pérez – hiszpański malarz pochodzący z Alicante. Specjalizował się w malarstwie historycznym, które przedstawiał poprzez realizm retrospektywny. Studiował w Królewskiej Akademii Sztuk Pięknych św. Ferdynanda w Madrycie, a następnie w Rzymie i w Paryżu. Był dyrektorem Muzeum Prado w latach 1868–1873.